# Кутузово (Озёрский район)
Кутузово (до 1938 — Клежовен (нем. Kleszowen), до 1946 — Клешауэн (нем. Kleschauen)) — посёлок в Озёрском городском округе.

## История
Первое название — Клежовен, в 1936—1938 годах населённый пункт носил название Клешовен, а в 1938—1946 годах Клешауэн. В 1946 году в честь М. И. Кутузова было присвоено название Кутузово. До 2009 года принадлежал Багратионовскому сельсовету, в 2009 году в результате административной реформы стал входить в Гавриловское сельское поселение, а после упразднения поселений — в Озерский городской округ.

## Население
| 1818 | 1863 | 1910 | 1925 | 1933 | 1939 | 2002 |
| ---- | ---- | ---- | ---- | ---- | ---- | ---- |
| 212  | ↗283 | ↘257 | ↘242 | ↘209 | ↘163 | ↘76  |
| 2010 |      |      |      |      |      |      |
| ↘54  |      |      |      |      |      |      |